# Tentative d'assassinat d'Abdel Karim Kassem
La tentative d'assassinat d'Abdel Karim Kassem survient le 7 octobre 1959 lorsque le Premier ministre irakien Abdel Karim Kassem est victime d'une tentative d'assassinat. L'embuscade est organisée par des membres du parti Baas socialiste arabe, dont Saddam Hussein, dans le cadre d'une vaste campagne visant à destituer Kassem en raison de ses politiques nationalistes, qui ont aliéné les mouvements panarabistes et diverses factions de l'opposition. La tentative d'assassinat a lieu dans la rue Al-Rashid (en) à Bagdad et Kassem est blessé. Bien que le complot ait échoué, il a des conséquences de grande portée sur le paysage politique irakien.

## Contexte
Abdel Karim Kassem devient une figure centrale de la politique irakienne après la révolution du 14 juillet 1958, qui renverse la monarchie hachémite et établit une république. En tant que Premier ministre, Kassem poursuit un programme nationaliste, mettant l'accent sur la souveraineté de l'Irak et adoptant une politique de "l'Irak d'abord" (wataniyah). Cette approche conduit à des relations tendues avec les mouvements panarabes, en particulier la République arabe unie (RAU) dirigée par le président égyptien Gamal Abdel Nasser. L'alliance de Kassem avec le Parti communiste irakien aliène encore plus les factions panarabes, notamment le parti Baas socialiste arabe, qui prône l'unité arabe.

## Tentative d'assassinat
Le 7 octobre 1959, le cortège de Kassem est pris en embuscade dans la rue Al-Rashid à Bagdad par un groupe de conspirateurs baathistes, dont fait partie le jeune Saddam Hussein. Le plan prévoit des tirs coordonnés destinés à tuer Kassem et son entourage. Cependant, l'opération ne se déroule pas comme prévu, des rapports suggèrent que Saddam Hussein commence à tirer prématurément, semant la confusion parmi les assaillants. Le chauffeur de Kassem est tué, et Kassem est blessé au bras et à l'épaule mais survit à l'attaque.

## Conséquences
Immédiatement après l'attentat, Radio Bagdad annonce que le Premier ministre n'a pas été sérieusement blessé, exhorte le peuple irakien à rester calme et instaure un couvre-feu pour la nuit du 7 octobre. L'échec de la tentative d'assassinat a de profondes répercussions sur le paysage politique irakien. La survie de Kassem conduit à une répression des groupes d'opposition, ciblant en particulier le parti Baas. De nombreux conspirateurs, dont Saddam Hussein, fuient l'Irak pour éviter d'être arrêtés. Saddam s'enfuit en Syrie, puis en Égypte, où il reste jusqu'au renversement de Kassem en 1963. L'incident rehausse la notoriété du parti Baas et de Saddam Hussein, ouvrant la voie à leur future ascension politique.
Le 18 décembre 1959, environ un demi-million de personnes participent à une manifestation de soutien à Kassem. Peu après, le 26 décembre 1959, le Tribunal populaire engage des poursuites contre les personnes accusées d'avoir participé à l'attentat. Au lendemain de la tentative d'assassinat, le gouvernement de Kassem s'oriente de plus en plus vers une dictature personnaliste.

## Allégations d’implication étrangère

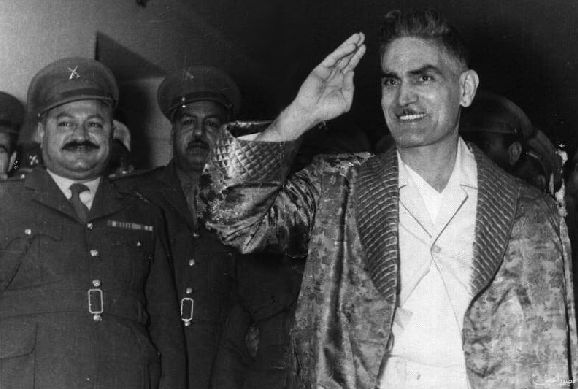
Abdul Karim Qasim à l’hôpital après l'attaque

Des allégations sont formulées selon lesquelles des agences de renseignement étrangères, notamment la CIA et les services secrets égyptiens, auraient eu connaissance de la tentative d'assassinat ou y auraient été impliquées,. Cependant, les preuves concrètes restent peu concluantes et les documents contemporains pertinents relatifs aux opérations de la CIA en Irak sont restés classifiés ou fortement expurgés, ce qui permet un déni plausible. Il est généralement admis que l'Égypte, à un titre ou à un autre, a été impliquée dans la tentative d'assassinat et que "les États-Unis travaillaient avec Nasser à un certain niveau". L'historien Kenneth Osgood note que "les preuves circonstancielles sont telles que la possibilité d'une collaboration des États-Unis et de la RAU avec des militants du parti Baas ne peut être exclue", concluant que "quelle que soit la validité de [ces] accusations, à tout le moins les documents actuellement déclassifiés révèlent que les responsables américains envisageaient activement divers complots contre Kassem et que la CIA accumulait des moyens pour des opérations secrètes en Irak".